# Gökhan Süzen
Gökhan Süzen, né le 12 juillet 1987 à Trabzon en Turquie, est un footballeur turc, qui évolue actuellement au poste d'arrière gauche au Denizlispor.

## Biographie
Gökhan Süzen commence sa carrière professionnelle à l'İstanbul BB. Avec ce club, il dispute 107 matchs en 1re division turque, inscrivant 3 buts.
En janvier 2013, il est transféré au club de Beşiktaş, pour une somme d'1,2 million d'euros.

## Palmarès
| İstanbul BB - Coupe de Turquie : - Finaliste : 2010-11. |  | Denizlispor - Championnat de Turquie de D2 (1) : - Champion : 2018-19. |